# حق درخواست
حق درخواست (انگلیسی: Right to petition)از حکومت برای رسیدگی مجدد به شکایتها، عبارت از حقی است که به فرد داده می‌شود تا بدون ترس از انتقام یا مجازات، از حکومتش شکایت کند. پاراگراف ۴۴ منشور حقوق اساسی اتحادیه اروپا این حق را به پارلمانهای اروپائی می‌دهد. حقی که به قانون اساسی آلمان اعلامیه حقوق بشر ۱۶۸۹، درخواست حق در سال ۱۶۲۸ و منشور کبیر ۱۲۱۵ برمی‌گردد.

## صلاحیت

### ایالات متحده آمریکا
ممنوعیت عدم دسترسی به حق درخواست از حکومت اساساً به کنگره و قوه قضائیه فدرال ایالات متحده آمریکا بر می‌گردد. دکترین همکاری (حکومت و مردم) بعداً به حفاظت حقوق در وضعیت کنونی گسترش یافت و به تمام ایالات و دادگاه‌های فدرال و مجالس قانونگزاری، و به شاخه‌های اجرائی دولت و دولتهای فدرال تعمیم داده شد. برای مثال در ژانویه ۲۰۰۶ در سنای آمریکا یک بودجه ۲۱۸۰ دلاری به لایحه اصلاحات اخلاقی اختصاص داده شد. این لایحه برای اولین بار شرطی داشت (بخش ۲۰۴) و کوششی بود برای تشویق توده‌های مردم جهت جا انداختن مقررات فدرال. لایحه می‌گوید که توده‌های مردم داوطلبانه سعی کنند تا نقطه نظرات خود را دربارهٔ موضوعی خاص از مقامات حکومت فدرال به دیگران منتقل کنند یا دیگر اعضای جامعه را بدین کار تشویق کنند.

### مخالفت سازمان یافته
این بند با مخالفت سازمان یافته ارگانهایی، از جمله اتحادیه آزادیهای شهروندی آمریکا، کمیته ملی حق زندگی، و انجمن ملی سلاح مواجه شد. در ۱۸ ژانویه ۲۰۰۷ سنای آمریکا با رأی ۵۵ در مقابل ۴۳ خواستار حذف بخش ۲۱۱ از لایحه مذکور شد. با اینهمه سایر مقررات پیشنهاد شده لایحه فوق زیر نظارت یازدهمین کنگره آمریکا به‌قوت خود باقی ماند.
هم‌اکنون یک کشمکش ادامه دار وجود دارد. از یک طرف سازمانهایی تلاش دارند کوشش شهروندان، از افراد عادی تا گروه‌ها و شرکتهای خصوصی، بر سیاست‌گذاران دولتی تأثیرگذار باشد، و از طرف دیگر گروهی که حامی دولت هستند که مخالف این نظریه می‌باشند.

### لایحه جنجالی
یک لایحه جنجالی دیگر، (لایحه شماره) H.R.984 ملزم می‌کند که ۸۰۰۰ مقام شاخه اجرایی تقریباً هرگونه «ارتباطات مهم» از هر «طرف خصوصی»، را به بانک اطلاعات عمومی (اصلی) گزارش کنند. «طرف خصوصی» واژه یی است که این لایحه تقریباً برای توصیف همه اشخاص غیر از مقامات دولتی بکار می‌برد. در لایحه منظور از ارتباطات مهم شفاهی یا کتبی (یا ایمیل الکترونیک)، هر اقدامی است که بخش خصوصی انجام دهد تا بر اعمال دولتی از جانب هر اداره یا مقامات و کارمندان اجرائی ایالات متحده تأثیرگذار باشد. این شامل هرنوع از ارتباطات یکطرفه یا دوطرفه شامل فاکس نامه و ایمیل پیام تلفنی می‌تواند باشد. این لایحه توسط برخی سازمان‌ها با شعار گسترش «دولت در آفتاب» پشتیبانی می‌شود، اما گروه‌های دیگر این را تخطی و نقض حق درخواست تلقی می‌کنند؛ و معتقدند که این لایحه راه اشتراک و ارتباط مردم را برای ابراز دیدگاه‌های مخالف حکومت، بدون این که یک موضوع عمومی تلقی شوند، ناممکن می‌کند.